# Cotonou II
Cotonou II è un arrondissement del Benin situato nella città di Cotonou (dipartimento del Litorale) con 58.134 abitanti (dato 2006).